# Carl Mayer von Rothschild
Carl Mayer von Rothschild (Fráncfort del Meno, Alemania, 24 de abril de 1788 - Nápoles, Reino de las Dos Sicilias, 10 de marzo de 1855) fue un banquero de origen alemán radicado en Nápoles, integrante de la familia de banqueros Rothschild. 

## Síntesis biográfica
Nacido en Fráncfort, su nombre original era Calmann Mayer Rothschild, cuarto hijo de Mayer Amschel Rothschild y Gutlé Schnapper. Comenzó a ser llamado "Carl" por su familia, a excepción de la rama inglesa, que lo tradujo a "Charles". 
Creciendo en una familia que se enriquecía, fue entrenado por su padre en los negocios bancarios, y vivió en la casa materna hasta la edad de veintinueve años, momento en que adquiere una modesta casa en el número 33 de la calle Neue Mainzer de Fráncfort. El 16 de septiembre de 1818 contrajo matrimonio con Adelheid Herz (1800-1853), con quien tuvo cinco hijos: Charlotte, Mayer Carl, Adolphe, Wilhem Carl y Anselm Alexander Carl.

## Negocio familiar
Con el fin de expandir el negocio por toda Europa, el hermano mayor Amschel permaneció en Fráncfort, mientras cada uno de los otros fue enviado a diferentes países europeos para establecer una sucursal bancaria. La ocupación de Nápoles por el ejército austríaco en 1821 dio a los Rothschild la oportunidad de establecer allí sus negocios: en consecuencia, Carl fue enviado a Nápoles donde fundó la compañía C.M. de Rothschild & Figli, que operaría como subsidiaria de la casa central en Fráncfort.